# Акбаров Ніяз Ільдусович
Ніяз Ільдусович Акбаров (нар. 16 березня 1969, Казань, РРФСР) — радянський та російський футболіст, півзахисник.

## Життєпис
Вхованець СК «Електрон» (Казань) (тренер — І.Я. Габідуллін) та казанського «Рубіна» (тренери — Л. Качалич та В. Клещев). Кар'єру професійного футболіста розпочав у 1987 році в клубі «Турбіна» з Брежнєва. Виступав у першій і другій лізі за казанський «Рубін», ШВСМ-СКА з Куйбишева, вінницьку «Ниву», КАМАЗ, нижньокамський «Нафтохімік», «Носту», «Балаково».
У 2005-2012 роках працював директором центру підготовки футболістів «КАМАЗ». З січня 2012 року - керівник центру підготовки молодих футболістів ФК «Рубін». У липні 2012 формально став головним тренером «Спартака» з Йошкар-Оли. Олександр Ненашкін вивів «Спартак» до другої ліги, але не мав обов'язкової для неї категорії «Б», допоки він не отримав необхідну категорію його посаду зайняв Акбаров. В даний час працює старшим тренером юнацьких і молодіжних команд ФК «Рубін» (Казань).

## Сім'я
Старший брат Едуард - футболіст, грав разом з Ніязом у вінницькій «Ниві».